# Gran Premio de Gran Bretaña de Motociclismo de 2011
El Gran Premio de Gran Bretaña de Motociclismo de 2011 fue la sexta prueba del Campeonato del Mundo de Motociclismo de 2011. Tuvo lugar en el fin de semana del 10 al 12 de junio de 2011 en el Circuito de Silverstone, situado entre las localidades de Northamptonshire y Buckinghamshire, Gran Bretaña. La carrera de MotoGP fue ganada por Casey Stoner, seguido de Andrea Dovizioso y Colin Edwards. Stefan Bradl ganó la prueba de Moto2, por delante de Bradley Smith y Michele Pirro. La carrera de 125cc fue ganada por Jonas Folger, Johann Zarco fue segundo y Héctor Faubel tercero.

## Resultados

### Resultados MotoGP
| Pos.            | N.º | Piloto           | Constructor | Vueltas | Tiempo    | Parrilla | Pts. |
| --------------- | --- | ---------------- | ----------- | ------- | --------- | -------- | ---- |
| 1               | 27  | Casey Stoner     | Honda       | 20      | 47:53.459 | 1        | 25   |
| 2               | 4   | Andrea Dovizioso | Honda       | 20      | +15.159   | 5        | 20   |
| 3               | 5   | Colin Edwards    | Yamaha      | 20      | +21.480   | 8        | 16   |
| 4               | 69  | Nicky Hayden     | Ducati      | 20      | +26.984   | 7        | 13   |
| 5               | 19  | Álvaro Bautista  | Suzuki      | 20      | +35.569   | 9        | 11   |
| 6               | 46  | Valentino Rossi  | Ducati      | 20      | +1:04.526 | 13       | 10   |
| 7               | 17  | Karel Abraham    | Ducati      | 20      | +1:32.650 | 6        | 9    |
| 8               | 24  | Toni Elías       | Honda       | 20      | +1:51.938 | 14       | 8    |
| 9               | 7   | Hiroshi Aoyama   | Honda       | 20      | +1:52.350 | 11       | 7    |
| 10              | 65  | Loris Capirossi  | Ducati      | 20      | +2:03.312 | 15       | 6    |
| 11              | 8   | Héctor Barberá   | Ducati      | 19      | +1 vuelta | 12       | 5    |
| 12              | 14  | Randy de Puniet  | Ducati      | 19      | +1 vuelta | 10       | 4    |
| Ret             | 58  | Marco Simoncelli | Honda       | 10      | Caída     | 2        |      |
| Ret             | 1   | Jorge Lorenzo    | Yamaha      | 8       | Caída     | 3        |      |
| Ret             | 11  | Ben Spies        | Yamaha      | 7       | Caída     | 4        |      |
| DNS             | 35  | Cal Crutchlow    | Yamaha      |         | Lesionado |          |      |
| Reporte Oficial |     |                  |             |         |           |          |      |

Notas:
- Pole Position :  Casey Stoner, 2:02.020
- Vuelta Rápida :  Nicky Hayden, 2:21.432

### Resultados Moto2
| Pos.            | N.º | Piloto              | Constructor | Vueltas | Tiempo    | Parrilla | Pts. |
| --------------- | --- | ------------------- | ----------- | ------- | --------- | -------- | ---- |
| 1               | 65  | Stefan Bradl        | Kalex       | 18      | 44:10.326 | 3        | 25   |
| 2               | 38  | Bradley Smith       | Tech 3      | 18      | +7.601    | 28       | 20   |
| 3               | 51  | Michele Pirro       | Moriwaki    | 18      | +12.241   | 6        | 16   |
| 4               | 16  | Jules Cluzel        | Suter       | 18      | +17.271   | 4        | 13   |
| 5               | 45  | Scott Redding       | Suter       | 18      | +23.531   | 2        | 11   |
| 6               | 34  | Esteve Rabat        | FTR         | 18      | +28.661   | 20       | 10   |
| 7               | 72  | Yuki Takahashi      | Moriwaki    | 18      | +32.391   | 12       | 9    |
| 8               | 54  | Kenan Sofuoğlu      | Suter       | 18      | +34.662   | 13       | 8    |
| 9               | 68  | Yonny Hernández     | FTR         | 18      | +37.181   | 21       | 7    |
| 10              | 3   | Simone Corsi        | FTR         | 18      | +38.981   | 5        | 6    |
| 11              | 4   | Randy Krummenacher  | Kalex       | 18      | +39.657   | 8        | 5    |
| 12              | 76  | Max Neukirchner     | MZ-RE Honda | 18      | +51.622   | 17       | 4    |
| 13              | 49  | Kev Coghlan         | FTR         | 18      | +54.810   | 24       | 3    |
| 14              | 25  | Alex Baldolini      | Suter       | 18      | +56.252   | 34       | 2    |
| 15              | 12  | Thomas Lüthi        | Suter       | 18      | +1:00.769 | 14       | 1    |
| 16              | 29  | Andrea Iannone      | Suter       | 18      | +1:06.198 | 33       |      |
| 17              | 63  | Mike Di Meglio      | Tech 3      | 18      | +1:19.530 | 9        |      |
| 18              | 40  | Aleix Espargaró     | Pons Kalex  | 18      | +1:27.092 | 7        |      |
| 19              | 21  | Javier Forés        | Suter       | 18      | +1:29.849 | 30       |      |
| 20              | 77  | Dominique Aegerter  | Suter       | 18      | +1:30.338 | 31       |      |
| 21              | 35  | Raffaele de Rosa    | FTR         | 18      | +1:57.792 | 15       |      |
| 22              | 53  | Valentin Debise     | FTR         | 18      | +2:11.104 | 29       |      |
| 23              | 39  | Robertino Pietri    | Suter       | 18      | +2:29.168 | 35       |      |
| 24              | 95  | Mashel Al Naimi     | Moriwaki    | 17      | +1 vuelta | 37       |      |
| 25              | 96  | Nasser Al Malki     | Moriwaki    | 17      | +1 vuelta | 38       |      |
| Ret             | 44  | Pol Espargaró       | FTR         | 16      | Caída     | 23       |      |
| Ret             | 13  | Anthony West        | MZ-RE Honda | 14      | Ret       | 36       |      |
| Ret             | 9   | Kenny Noyes         | FTR         | 14      | Ret       | 27       |      |
| Ret             | 71  | Claudio Corti       | Suter       | 13      | Ret       | 11       |      |
| Ret             | 15  | Alex de Angelis     | MotoBi      | 11      | Ret       | 10       |      |
| Ret             | 19  | Xavier Simeon       | Tech 3      | 10      | Caída     | 18       |      |
| Ret             | 31  | Carmelo Morales     | Moriwaki    | 8       | Caída     | 25       |      |
| Ret             | 14  | Ratthapark Wilairot | FTR         | 8       | Ret       | 32       |      |
| Ret             | 93  | Marc Márquez        | Suter       | 7       | Ret       | 1        |      |
| Ret             | 75  | Mattia Pasini       | FTR         | 6       | Caída     | 22       |      |
| Ret             | 36  | Mika Kallio         | Suter       | 6       | Caída     | 26       |      |
| Ret             | 18  | Jordi Torres        | Suter       | 3       | Caída     | 19       |      |
| Ret             | 80  | Axel Pons           | Pons Kalex  | 0       | Caída     | 16       |      |
| Reporte Oficial |     |                     |             |         |           |          |      |

Notas:
- Pole Position :  Marc Márquez, 2:08.101
- Vuelta Rápida :  Stefan Bradl, 2:25.096

## Resultados 125cc
| Pos.            | N.º | Piloto              | Constructor | Vueltas | Tiempo       | Parrilla | Pts. |
| --------------- | --- | ------------------- | ----------- | ------- | ------------ | -------- | ---- |
| 1               | 94  | Jonas Folger        | Aprilia     | 17      | 43:48.862    | 8        | 25   |
| 2               | 5   | Johann Zarco        | Derbi       | 17      | +3.885       | 3        | 20   |
| 3               | 55  | Héctor Faubel       | Aprilia     | 17      | +14.951      | 7        | 16   |
| 4               | 39  | Luis Salom          | Aprilia     | 17      | +17.164      | 6        | 13   |
| 5               | 7   | Efrén Vázquez       | Derbi       | 17      | +17.403      | 4        | 11   |
| 6               | 26  | Adrián Martín       | Aprilia     | 17      | +19.236      | 11       | 10   |
| 7               | 11  | Sandro Cortese      | Aprilia     | 17      | +21.609      | 5        | 9    |
| 8               | 18  | Nicolás Terol       | Aprilia     | 17      | +25.167      | 2        | 8    |
| 9               | 84  | Jakub Kornfeil      | Aprilia     | 17      | +32.345      | 16       | 7    |
| 10              | 52  | Danny Kent          | Aprilia     | 17      | +32.971      | 12       | 6    |
| 11              | 99  | Danny Webb          | Mahindra    | 17      | +54.704      | 15       | 5    |
| 12              | 17  | Taylor Mackenzie    | Aprilia     | 17      | +1:03.969    | 26       | 4    |
| 13              | 96  | Louis Rossi         | Aprilia     | 17      | +1:35.316    | 19       | 3    |
| 14              | 10  | Alexis Masbou       | KTM         | 17      | +1:43.383    | 20       | 2    |
| 15              | 71  | John McPhee         | Aprilia     | 17      | +1:45.973    | 29       | 1    |
| 16              | 31  | Niklas Ajo          | Aprilia     | 17      | +1:46.339    | 21       |      |
| 17              | 23  | Alberto Moncayo     | Aprilia     | 17      | +1:52.836    | 9        |      |
| 18              | 63  | Zulfahmi Khairuddin | Derbi       | 17      | +2:25.969    | 14       |      |
| 19              | 36  | Joan Perelló        | Aprilia     | 17      | +2:36.732    | 28       |      |
| 20              | 19  | Alessandro Tonucci  | Aprilia     | 16      | +1 vuelta    | 27       |      |
| Ret             | 77  | Marcel Schrötter    | Mahindra    | 14      | Caída        | 22       |      |
| Ret             | 33  | Sergio Gadea        | Aprilia     | 12      | Caída        | 10       |      |
| Ret             | 25  | Maverick Viñales    | Aprilia     | 11      | Caída        | 1        |      |
| Ret             | 56  | Péter Sebestyén     | KTM         | 11      | Ret          | 25       |      |
| Ret             | 30  | Giulian Pedone      | Aprilia     | 11      | Caída        | 24       |      |
| Ret             | 15  | Simone Grotzkyj     | Aprilia     | 10      | Caída        | 13       |      |
| Ret             | 53  | Jasper Iwema        | Aprilia     | 10      | Ret          | 18       |      |
| Ret             | 43  | Francesco Mauriello | Aprilia     | 6       | Ret          | 30       |      |
| Ret             | 50  | Sturla Fagerhaug    | Aprilia     | 0       | Caída        | 17       |      |
| DNS             | 21  | Harry Stafford      | Aprilia     |         | No participó | 23       |      |
| DNS             | 3   | Luigi Morciano      | Aprilia     |         | No participó |          |      |
| Reporte Oficial |     |                     |             |         |              |          |      |

Notas:
- Pole Position :  Maverick Viñales, 2:14.684
- Vuelta Rápida :  Adrián Martín, 2:32.946